# Happiness Is A Warm Blanket, Charlie Brown
Happiness Is A Warm Blanket, Charlie Brown (en Hispanoamérica La felicidad es una manta cálida, Charlie Brown y en España La felicidad es como una manta calentita, Charlie Brown) es la cuadragésima quinta y más reciente película basada en el cómic de Peanuts, de Charles M. Schulz. Es el primer especial sin Lee Mendelson o Bill Meléndez involucrados en su producción. Fue lanzada en DVD el 29 de marzo de 2011. 
Fue anunciado por uno de los presentadores del Macy's Thanksgiving Day Parade 84, en 2010, cuando pasó un globo de Snoopy (en su disfraz del As de la Aviación), diciendo: "Los fans de Snoopy estarán felices sabiendo que una nueva película de Peanuts está en camino". 
Como todos los especiales, el guion se basa en las historietas del cómic, y fue adaptado por el creador del cómic Pearls Before Swine Stephan Pastis. Debido a la muerte de Bill Meléndez, Andy Beall, el director, realizó las voces de Snoopy y Woodstock. 

## Sinopsis
Linus es obligado a abandonar su mantita de seguridad, porque su abuela vendrá dentro de una semana, y a ella no le gusta que los niños usen mantitas. Por lo tanto, Linus tiene una semana para acostumbrarse a estar sin ella, con ayuda de Charlie Brown y sus demás amigos.
Por otro lado, Snoopy intenta quedarse él con la mantita que Linus intenta dejar, y Patty y Violet tratan de que Pig-Pen deje de ser tan sucio y harapiento. 

## Reparto
| Personaje        | Voz original   |
| ---------------- | -------------- |
| Linus Van Pelt   | Austin Lux     |
| Lucy Van Pelt    | Grace Rolex    |
| Charlie Brown    | Treton Rogers  |
| Sally Brown      | Amanda Pace    |
| Schroeder        | Trenton Rogers |
| Pig-Pen          | Shane Baumel   |
| Violet           | Blesst Bowden  |
| Patty            | Ciara Bravo    |
| Shermy           | Andy Pessoa    |
| Snoopy/Woodstock | Bill Melendez  |
| Insertos         | N/A            |

## Lanzamiento en BluRay y DVD
La película fue lanzada en Estados Unidos en DVD y BluRay el 29 de marzo de 2011 por Warner Home Video e incluyó material adicional:
- Deconstructing Schulz: From Comic Strip to Screenplay (Deconstruyendo a Schulz: De la tira cómica a la pantalla)
- Happiness Is...Finding the Right Voice (La felicidad es... encontrar la voz correcta)
- 24 Frames a Second: Drawing and Animating a Peanuts Movie (24 fotogramas por segundo: Dibujando y animando una película de Snoopy)
- Escena eliminada con introducción del director Andy Beall.